# Nerea Elizalde Zamakona
Nerea Elizalde Zamakona   (Bilbao, 18 de juny de 1998) és una actriu de cinema, teatre i televisió, ballarina i cantant basca.
Ha treballat en diferents produccions audiovisuals, pel·lícules i sèries, com Si fueras tú (La 1), Go!azen (ETB 1) o Ángela (Antena 3). També ha treballat en múltiples produccions teatrals, entre elles, Somni d'una nit d'estiu (2014), Romeu i Julieta (2017) o Últim tren a Treblinka (2018).

## Biografia
Nerea Elizalde Zamakona va néixer a Bilbao el 18 de juny de 1998. Va estudiar l'educació secundària i Batxillerat en l'IES Karmelo-Solokoetxe de Bilbao. Es va formar en música i ball des de petita i tocava la trikitixa.
Es va formar en arts escèniques i interpretació a l'escola superior d'arts escèniques Ànima Eskola on va cursar els estudis superiors d'art dramàtic amb David Valdelvira, Marina Shimanskaya i Algis Arlauskas, formant-se com a actriu de mètode, sota la metodologia Stanislavsky-Vajtangov-M.Txèkhov-Meierhold (mètode rus). Allí va coincidir amb els actors Carmen Climent, Julen Guerrero, Lorea Lyons i Ane Inés Landeta, amb qui va estudiar. També es va formar amb el director d'escena i professor de teatre argentí Juan Carlos Corazza. A més es va formar en música amb Roberto Bienzobas i en dansa amb Rakel Rodríguez.
Des de 2010 fins a 2017 va treballar en més de 10 obres de teatre. En 2014 va interpretar l'obra Somni d'una nit d'estiu de William Shakespeare, en el paper d'Helena, una producció dirigida pel director d'escena David Valdelvira i escenificada en el Teatre Campos Elíseos, al costat de Carmen Climent, Julen Guerrero, Lorea Lyons i Ane Inés Landeta, entre altres membres del repartiment. La producció teatral va ser premiada amb el Premi Buero Vallejo (2015), en la XII edició dels premis.
En 2015, va interpretar l'obra Diàlegs Impossibles, una producció dirigida per l'actriu i directora russa Marina Shimanskaya, basat en els treballs La gavina, L'hort dels cirerers i Les tres germanes d'Anton Txékhov i en la poesia de Gustavo Adolfo Bécquer, al costat de Carmen Climent, Lorea Lyons i Ane Inés Landeta entre altres membres del repartiment.
En 2016, va entrar a formar part de la companyia de teatre jove de Pavelló 6 de Bilbao, on va guanyar un premi de millor actriu en 2016 pel microteatre Un petit pas per a l'home. Ha format part de diferents muntatges teatrals en diferents parts d'Espanya, com a Últim tren a Treblinka dirigida per Mireia Gabilondo.
Des de 2017 interpreta al personatge de Nerea Vidal en la sèrie de televisió Si fueras tú de La 1, juntament amb Maria Pedraza i Oscar Casas, i paper de Garazi en Go!azen de ETB1.
Va mantenir una relació amb l'actor Aritz Mendiola durant dos anys fins al 2019.

## Filmografia

### Televisió
- 2017 -, Si fueras tú, La 1
- 2020 -, Go!azen, ETB1

### Teatre
- 2018, Como un viento helado/Izoztutako haizea bezala
- 2017-2018, Último tren a Treblinka/Treblinkara azken trena
- 2017, Gernika: 80 urte ondoren
- 2016-2017, Romeo i Julieta, dir. Ramón Barea
- 2015, Diàlegs Impossibles, dir. Marina Shimanskaya
- 2014, Somni d'una nit d'estiu, dir. David Valdelvira[8][7]
- 2013, La tempesta, dir. David Valdelvira
- 2012, El caserón del miedo/Les nits de lluna plena, dir. David Valdelvira[11]